# Zogbou
Zogbou är en klan i Liberia.   Den ligger i regionen Grand Cape Mount County, i den västra delen av landet, 50 km nordväst om huvudstaden Monrovia.